# Українська центральна репрезентація в Аргентинській республіці
 Українське центральне представництво в Аргентині, або Українська центральна репрезентація в Аргентинській республіці  (ісп. Representacion Central Ucrania de la Republica Argentina)— безпартійна неприбуткова федеративна організація, яка представляє українську громаду Аргентини, є членом Світового конгресу українців. Об'єднує 30 товариств і організацій української діаспори.

## Історія
Перші спроби створення українських організацій в Аргентині відмічено у 1910 році. З тих пір утворилися низка організацій та товариств, проте вони були розпорошені й не мали достатньої змоги відстоювати права та інтереси української діаспори в країні. У 1947 році, після відбуття першого Конгресу Українців в Аргентині, заснувалась Українська Центральна Репрезентація (УЦР), яка діє безперервно від того часу. Вона об'єднала усі українські емігрантські організації, окрім Аргентинсько-українського клубу в Апостолесі та низки радянофільських товариств. Її визнано аргентинським урядом. УЦР є членом Асоціації зарубіжних громад в Аргентині, яка тісно пов'язана із Національною дирекцією міграції (Dirección Nacional de Migraciones). Головою УЦР натепер є Петро Лилик (після XVIII Конгресу українців Аргентини).

## Організація
Складається з управи, (до неї входить голова, 4 заступники, секретар, скарбник, кількість членів управи збільшено у 1970-х роках), президії головної управи та аудиторської комісії. Усі ці органи обираються на черговому Конгресі Українців Аргентини. Голова управи УЦР обирається на 4 роки. звіти відбуваються щорічно.
Осідок Управи УЦР — місто Буенос-Айрес, створено делегації в провінціях (областях) Місіонес, Кордоба, Формоса, Чак, де більш компактно проживають українці. Складається з 30 організацій та товариств, в яких зареєстровані близько 5000 членів.

## Членство
- Українське культурне товариство «Просвіта» — засноване 1924 року, один з основних колективних членів УЦР. Окрім центрального відділення у столиці, «Просвіта» має 9 діючих філій у містах провінції Буенос-Айрес, а також 2 філії у провінції Чако. «Просвіта» має свою радіопрограму «Голос України». При товаристві діє центр відпочинку «Веселка».
- Українське товариство «Відродження» — засноване 1939 року, один з основних колективних членів УЦР. Має центральне відділення в м. Буенос-Айрес та три філії в провінції Буенос-Айрес. При товаристві є центр відпочинку «Калина».
- Союз українок Аргентини;
- «Пласт» Організація української молоді в Аргентині;
- Фундація ім. Тараса Шевченка, яка доглядає за спорудженими в Аргентині пам'ятниками Кобзарю, а також Українським цвинтарем у м. Монте-Гранде
- Товариство Аргентинсько–Українських Високошкільників (ТУВА)
- Спілка української молоді (скаутська організація)
- Об'єднання жінок «Просвіта»
- Організація українських жінок «Відродження»
- Братство Колишніх Вояків 1-ї Дивізії УНА
- Братство Св. Софії УГКЦ
- Братство Св. Покрови УАПЦ
- Українське Євангельське Християнське Братство
- Українське Культурне Товариство «27-го Серпня»
- Українська Громада в Обері і Колоніях
- Аргентинсько-Український Суспільний Клуб
- Українське Руханкове Товариство «Сокіл»
- Українське Товариство «Славна Україна»

Асоційованим членом УЦР є Аргентинсько-українська торговельно-промислова палата, до складу якої входять дрібні підприємці українського походження. Українські громадські організації діють і в інших місцях компактного проживання етнічних українців, зокрема, товариства у складі Північного угруповання УЦР у містах Посадас, Обера, Апостолес, Барранкерас та Леандро Алем провінції Місьйонес, містах Ресістенсія, Саенс-Пенья та Коронель-дю-Грати провінції Чако, міста Кордоба провінції Кордоба.

## Діяльність
На території Аргентини товариства розвивають свою діяльність суботніми (деколи буденними) засіданнями, організуючи час від часу поминальні свята — відзначення. Товариства підтримують фольклорні ансамблі, які показуються найбільш популярним виявом української культури серед аргентинського суспільства, рівно ж вони є об'єктивом діяльності більшості товариств. В тижневу діяльність включаються суботні школи, де молоді мають можливість придбати знання української мови та культури взагалі. Вся діяльність розвивається на громадській основі, в крайньому випадку товариства покривають кошторис поїздок співпрацівників. Після проголошення самостійності значна кількість старших віком осіб почала вивчати українську мову із наміром поїздки до родичів в Україну. Фольклорні Ансамблі Для загальної інформації подаються товариства, осідок, ансамблі та кількість учасників колективів, відмічаючи, що вся праця проводиться на громадській основі. В порівнянні поважна кількість українських нащадків виявляють своє поняття приналежності до громади в участі в фольклорних ансамблях, головно танцювальних, які показуються як елементом більшого зацікавлення в діяльності товариств. Для загального відома подається інформаційна таблиця із товариствами, ансамблями та кількість учасників.
За ініціативою Міжнародної Комісії по Відмічанню Голодомору СКУ, УЦР долучилася до Акції «Незгасима свічка», координуючи із Головою Комітету Стефаном Романівом деталі акції перевезення смолоскипу в Парагваю і Чилі та організуючи імпрези для відмічання цієї сторінки української історії на території Аргентини. За посередництвом Секретаріату проведено рекламну акцію, висилаючи матеріали, пресові повідомлення, афіші та всі відомості про хід світової акції та координовано пересилку балонів та смолоскипу до Аргентини, Парагваю і Чилі.
УЦР координує акт вшанування велетня українського слова Тараса Григоровича Шевченка. Разом із Урядом міської влади Буенос-Айреса зорганізовано свято для оприлюднення пісенного, музикального та танцювального мистецтва.
Українська центральна репрезентація Аргентини допомогла створити умови для відкриття посольства України в Буенос-Айресі і зібрала на обладнання посольства 27 329 доларів США.
На початку 2006 року в Буенос-Айресі проведено І з'їзд представників організацій української молоді в Аргентині та ІІ Латиноамериканського з'їзду етнічних українців в м. Обера у жовтні 2006 року. УЦР також брала участь у роботі IV Всесвітнього форуму українців, який проходив у серпні 2006 року в Києві.

## Діячі
- Євген Онацький, голова УЦР у 1953—1960 роках
- Михайло Василик, голова УЦР у 1990—1994 роках
- Юрій Іваник, голова УЦР у 2001-2005 роках
- Юрій Баланда, голова УЦР у 2005—2008 роках
- Євген Юзва, голова УЦР у 2008—2011 роках
- Петро Лилик, голова УЦР з 2014 року
- Марія Зінько, багаторічний заступник голови УЦР
- Юрій Данилишин
- Маріо Дмитрів

## Інформування
Виходить друком «Бюлетень Української Центральної Репрезентації в Арґентині».